# Dia Mundial da Monitorização da Água
O Dia Mundial da Monitorização da Água é um dia celebrado anualmente a 18 de Setembro, com o intuito de sensibilização, consciencialização e criação de envolvimento na protecção de recursos hídricos em todo o mundo.